# Arauchemus
Genre
Arauchemus est un genre d'araignées aranéomorphes de la famille des Gnaphosidae.

## Distribution
Les espèces de ce genre sont endémiques du Rio Grande do Sul au Brésil,.

## Liste des espèces
Selon World Spider Catalog (version 17.5, 28/10/2016) :
- Arauchemus graudo Ott & Brescovit, 2012
- Arauchemus miudo Ott & Brescovit, 2012

## Publication originale
- Ott & Brescovit, 2012 : Arauchemus, a new spider genus of the Echemus group (Araneae : Gnaphosidae : Echeminae) from Araucaria Forest areas in southern Brazil, with notes on habitat preferences and phenology. Zootaxa, no 3339, p. 44–56.